# 西方林天來洋樓
西方林天來洋樓，是一座位於中華民國福建省金門縣烈嶼鄉的一棟出龜洋樓，2003年12月1日登錄為金門縣文化資產。

## 沿革
該建築由出生於烈嶼鄉西方的林天來所建立，林天來過去曾在汶萊從事雜貨批發業致富。1921年透過匯款回鄉興建洋樓，由中國大陸的工匠設計和施工，1932年林天來之妻呂綢及養女李金滿回到烈嶼定居。
1949年，國軍進駐金門後，該建築一僂借給團部士兵居住，而二樓由林家居住。 1951年，林家在此經營文具店，1981年因房屋老舊進行了整修外廊，1990年代，由於金門遭受颱風侵襲，導致西方林天來洋樓部分屋瓦受損，再度進行整修。當前該建築無人居住使用，管理維護情形良好。2017年，該建築自歷史建築升格，指定金門縣縣定古蹟。
2023年，金門縣文化局向文化部文化資產局爭取古蹟修復經費，其中同意補助案包括縣定古蹟西方林天來洋樓修復及再利計畫等5案。

## 建築設計
西方林天來洋樓為五腳基洋樓，並設有前廊與二疊頭。其主結構採用硬山擱梁承重牆系統搭配簡易鋼筋混凝土系統。屋頂採傳統雙坡頂形式，有九根樑。牆體外觀均採用七紋花崗石砌成下堵，正立面牆身採用粉刷畫磚法，配以特殊山頭泥塑採用蠔殼灰洗石子飾面，二樓陽台兩側設有出入口通往屋頂。
室內部分，該建築以中央為廳，兩側為房之三開間格局，一樓廳上下堵紅磚與石簷牆間有花崗岩淺雕卷草樣式的腰線；左、右房立面上堵為砌磚抹灰並做幾何圖樣彩繪。一樓的廳壽屏上設有林天來的女婿，當地著名的彩繪匠師林天助的題字。

## 外部連結
- 西方林天來洋樓 - 文化部iCulture （页面存档备份，存于）
- 烈嶼旅遊網-西方林天來洋樓 （页面存档备份，存于）